# Eugeni Villalbí Godes
Eugeni Villalbí Godes (La Sénia, 25 de juny de 1978) és un polític català d'Esquerra Republicana de Catalunya i diputat al Parlament de Catalunya des del 2021 fins al 2024, després de la renúncia de Roger Torrent i Ramió.